# Ґаркаруд
Ґаркаруд (перс. گركرود) — село в Ірані, у дегестані Шабхус-Лат, у бахші Ранкух, шагрестані Амлаш остану Ґілян. За даними перепису 2006 року, його населення становило 1519 осіб, що проживали у складі 409 сімей.

## Клімат
Середня річна температура становить 14,41°C, середня максимальна – 28,37°C, а середня мінімальна – 0,33°C. Середня річна кількість опадів – 986 мм.
| Клімат поселення                              | Клімат поселення | Клімат поселення | Клімат поселення | Клімат поселення | Клімат поселення | Клімат поселення | Клімат поселення | Клімат поселення | Клімат поселення | Клімат поселення | Клімат поселення | Клімат поселення | Клімат поселення |
| Показник                                      | Січ.             | Лют.             | Бер.             | Квіт.            | Трав.            | Черв.            | Лип.             | Серп.            | Вер.             | Жовт.            | Лист.            | Груд.            |                  |
| Середній максимум, °C                         | 11,81            | 11,31            | 12,48            | 17,37            | 21,61            | 26,70            | 28,37            | 28,24            | 24,02            | 20,77            | 16,49            | 12,23            |                  |
| Середня температура, °C                       | 6,31             | 5,82             | 7,00             | 11,88            | 16,12            | 21,21            | 24,14            | 23,98            | 19,77            | 16,53            | 12,23            | 7,98             |                  |
| Середній мінімум, °C                          | 0,82             | 0,33             | 1,49             | 6,38             | 10,64            | 15,72            | 19,88            | 19,72            | 15,52            | 12,27            | 7,98             | 3,73             |                  |
| Норма опадів, мм                              | 84               | 75               | 82               | 50               | 48               | 34               | 30               | 48               | 110              | 180              | 135              | 110              |                  |
| Середньомісячна швидкість вітру, м/с          | 2.29             | 2.44             | 2.51             | 2.43             | 2.34             | 2.20             | 2.41             | 2.19             | 2.00             | 2.09             | 2.05             | 2.13             |                  |
| Середньомісячна сонячна радіація, кДж/м²·день | 7291             | 9308             | 11298            | 15408            | 19125            | 20648            | 21509            | 18287            | 14901            | 10862            | 8790             | 6902             |                  |
| --------------------------------------------- | ---------------- | ---------------- | ---------------- | ---------------- | ---------------- | ---------------- | ---------------- | ---------------- | ---------------- | ---------------- | ---------------- | ---------------- | ---------------- |
| Джерело:                                      |                  |                  |                  |                  |                  |                  |                  |                  |                  |                  |                  |                  |                  |